# 查志立
查志立（1534年—？），字鳴朝，號敬峰，浙江杭州府海寧縣人，民籍，明朝政治人物。

## 生平
查秉彝第三子。嘉靖三十四年（1555年）乙卯科浙江鄉試第四十名。嘉靖三十五年（1556年）聯捷丙辰科二甲第十二名進士。授礼部主事，历官礼部精膳司郎中，隆慶二年（1568年）五月升河南按察司副使，五年正月升本省大梁道右参政。萬曆二年（1574年）十月降为福建左参议，次月被吏科都给事中刘不息弹劾，革职听勘。复起为山东分守东兖道左参议，七年（1579年）六月以御史朱琏参劾不谨，命革职提问。

## 家族
曾祖查益，贈按察司僉事；祖父查繪，贈禮科檢事中加贈奉直大夫；父查秉彝，吏部郎中。母陳氏（封宜人）。具庆下。從兄查志隆，嘉靖三十八年进士。子查允元。